# Свети Леонтий (Водочки манастир)
„Свети Леонтий“ (на македонска литературна норма: „Свети Леонтиј“) е средновековна православна църква в струмишкото село Водоча, Република Македония, главна църква на Водочкия манастир. Част е от Струмишката епархия на Македонската православна църква – Охридска архиепископия.
Църквата претърпява три фази на изграждане. Най-старите остатъци са от раннохристиянска базилика от V-VI век, от коя са запазени основи и част от каменна декоративна пластика. В източния дял на църквата има части от олтарната апсида, проскомидията и дяконикона, които са от VI-VII век. В XII-XIII век, откогато са и другите дялове на Водочкия комплекс, е издигната църква във форма на вписан кръст. Оттогава е и живописта, която има аналогии с тази в църквата „Света София“ в Охрид и в „Свети Безсребреници“ в Костур. В XII век църквата се сдобила с конаци и получила вид на голяма кръстообразна църква с декорирани фрески по стенните повърхности. В XIV век е изграден притворът. Фреските и вътрешната декорация са защитени със закон.
В началото на 1913 година Богдан Филов посещава Водоча и оставя интересни бележки за църквата. Позовавайки се на кмета на селото той пише, че по-рано храмът се е именувал Свети Георги, но името и храмовия празник са променени по настояване на владиката. Според Филов, куполът на църквата е стоял допреди 50-60 години. Доскоро храмът е бил много по-добре запазен, но вече в него не се служило. Всички сводове са разрушени, а стените са потънали дълбоко в земята. През 1909 година отец Паисий Пастирев извършва любителски разкопки в църквата. Той открива редица находки - плоча с надпис, плоча с изображение на двуглав орел и надпис, колони и други, но нанася сериозни щети на храма. Част от находките са конфискувани от османските власти и по-късно изгубени. Друга част от тях са използвани при строежа на храма „Св. св. Кирил и Методий“ в Струмица.